# Temnosceloides excavatipennis
Temnosceloides excavatipennis är en skalbaggsart som beskrevs av Stefan von Breuning och Teocchi 1973. Temnosceloides excavatipennis ingår i släktet Temnosceloides och familjen långhorningar. Inga underarter finns listade i Catalogue of Life.